# Sisal (azienda)
Sisal Group S.p.A., acronimo di Sport Italia Società a responsabilità limitata, attiva dal 1945, è un'azienda italiana che opera nel settore del gioco ed è presente sul territorio nazionale con una rete di oltre 37.800 punti vendita, più di 49.600 a livello globale.

## Storia e prodotti

### Le origini

Il precedente logo di Sisal (1998-2008)

Sisal fu fondata nel 1945 dal giornalista sportivo Massimo Della Pergola che, insieme al giornalista, scrittore, produttore cinematografico Fabio Jegher e al radiocronista Geo Molo, organizzò il primo concorso a pronostici legato al calcio. Nacque così la "schedina Sisal", i cui ricavi contribuirono alla ricostruzione degli stadi distrutti dalla guerra.
Nel 1948 la schedina cambiò nome diventando Totocalcio e passò in gestione al CONI.  Contestualmente venne lanciato il Totip, un concorso dedicato alle corse dei cavalli, ritirato nel 2007 dopo quasi 60 anni di attività. Dal 1983 al 1989 il concorso Totip venne associato al Festival di Sanremo, offrendo agli scommettitori la possibilità di votare la classifica finale della gara canora.
Nel 1991 la Tris, la scommessa semplice sulle corse dei cavalli, entrò a far parte dell'offerta delle ricevitorie di Sisal, mentre nel 1996 il Ministero dell’Economia affidò a Sisal la concessione per la gestione dell'Enalotto. Diventato l'anno successivo il SuperEnalotto, si affermò in poco tempo come il gioco più popolare fra gli italiani.
Sempre nel 1997 venne lanciato anche SisalTV, il canale satellitare distribuito in tutte le ricevitorie italiane, dedicato al mondo dei giochi e caratterizzato da un palinsesto ampio e articolato, comprendente notizie e aggiornamenti sui risultati sportivi. 

### Lo sviluppo nel settore gioco
Nel 2004 Sisal ha acquisito la rete Matchpoint, entrando nel mercato delle scommesse, e ha lanciato il sito di gioco, portando la sua offerta anche online. L'anno successivo ha inoltre effettuato l'ingresso nel mercato degli apparecchi da intrattenimento.
Nel 2009 ha ottenuto la Concessione Giochi Numerici a Totalizzatore Nazionale (GNTN), che ha permesso la conferma della concessione per la gestione del SuperEnalotto e offerto l'opportunità di introdurre nel mercato nuovi prodotti, primo dei quali Vinci per la vita - Win for Life!, che ad ogni concorso mette in palio una rendita per 20 anni.
L’anno successivo Sisal ha aperto dei punti vendita dedicati all’intrattenimento, i Sisal Wincity.
Nel 2011 è stato invece lanciato SiVinceTutto, sorteggio che mette in palio tutto il montepremi in una sera, aggiornato nel 2016 con la modifica della frequenza dell’estrazione (che da mensile diventa settimanale) e dei numeri da scegliere (raddoppiati, da sei a dodici).
Nel 2012 Sisal, insieme ad altre società europee, ha introdotto Eurojackpot, gioco a totalizzatore nazionale che permette di sfidare gli altri paesi partecipanti.
Nel 2014 è stato invece lanciato VinciCasa, il gioco che mette in palio un montepremi da destinare all'acquisto di uno o più immobili, modificato nel 2017 aumentando la frequenza di estrazione (che passa da settimanale a giornaliera). Sono stati inoltre introdotti nei punti vendita della sua rete POS NFC per i pagamenti elettronici.
Nel 2016 è stata invece rivista la formula del SuperEnalotto, introducendo la vincita con due numeri, le vincite immediate, e un montepremi più alto.
A partire da gennaio 2019, Sisal gestisce le lotterie in Marocco, dopo essersi aggiudicata la gara per la gestione e lo sviluppo di giochi per la Società di Gestione della Lotteria Nazionale (SGLN) nel febbraio dell'anno precedente. Dallo stesso anno è anche presente sul mercato spagnolo, grazie alla licenza ottenuta per il gioco online, e in Turchia.
Sempre nel 2019, Sisal ha ottenuto per il mercato italiano il rinnovo della Concessione dei Giochi Numerici a Totalizzatore Nazionale per altri 9 anni.
A settembre 2019, Sisal, in collaborazione con Sans Digital, società del Gruppo turco Demiroren, si è aggiudicata la gara indetta dal Turkey Wealth Fund (TWF), titolare della licenza della Turkish National Lottery, per un contratto operativo decennale. Le attività sono iniziate ufficialmente l’anno successivo (2020), attraverso la gestione e lo sviluppo di un portafoglio composto da giochi numerici, lotterie istantanee, virtual races e giochi online. 
Nel 2020 inizia la collaborazione con FilsGame per la produzione e lancio della piattaforma di gioco Next Digital per il mercato regolamentato Italiano.
A partire dallo stesso anno, Sisal gestisce giochi numerici, lotterie istantanee, scommesse sportive virtuali e giochi online in Turchia, dopo essersi aggiudicata la gara della Turkey Wealth Fund (TWF) nel settembre 2019.
Nel 2023, Sisal esce dal mercato spagnolo, restando attiva con oltre 9.250 punti vendita in Turchia e più di 2.600 in Marocco.
A partire dal 1° gennaio 2024 gestisce lo sport betting in Marocco, dopo essersi aggiudicata la gara indetta dalla Società nazionale di gestione delle scommesse sportive “La Marocaine des Jeux et des Sports” (MDJS) nel novembre 2022. 
Nel 2024 Sisal brevetta ufficialmente un sistema di analisi per la prevenzione dei rischi del gioco. 
Nell’ambito del settore del gioco online, Sisal ad oggi gestisce inoltre Tris, Totocalcio, Big Match, Sisal Poker, Sisal Bingo, Sisal Skill Games, Sisal Casinò, Sisal Quick Games  mediante un portale Web dedicato.

### I servizi di pagamento
Nel 2003 Sisal è entrata nel mercato dei servizi di pagamento, inizialmente offrendo ricariche telefoniche attraverso Sisal Centro Servizi.
Dal 2011, dietro autorizzazione della Banca d’Italia, ha iniziato inoltre ad operare come istituto di pagamento. Attraverso la piattaforma SisalPay, lanciata l'anno successivo, gestiva i servizi di pagamento per articoli quali bollette e tributi, oltre alle ricariche telefoniche e di carte di credito prepagate.
Dal 2016, tramite un accordo con la pubblica amministrazione italiana, è stata aggiunta la possibilità di pagare attraverso la rete anche i principali servizi pubblici al cittadino (es. ticket sanitari).
A settembre del 2018, SisalPay è entrata anche nel mercato dei pagamenti digitali attraverso Bill, una app in grado di abilitare transazioni di denaro via smartphone negli esercizi convenzionati e tra gli utenti.
A seguito dell’accordo con Banca 5 del gruppo Intesa Sanpaolo, da novembre 2020 SisalPay non fa più parte di Sisal ed è confluita in Mooney, dando vita al primo operatore in Italia per i servizi di pagamento di prossimità. Sisal cessa così di operare quale istituto di pagamento. 

## Le società del Gruppo
Dal 4 agosto 2022 Sisal fa parte di Flutter Entertainment, operatore mondiale online di scommesse sportive e giochi con vincita in denaro, quotato alla Borsa di Londra (FTSE 100 index) e di New York.

### La capogruppo
Sisal Group S.p.A. Con sede legale a Milano, esercita l'attività di direzione e coordinamento nei confronti delle altre società del Gruppo. Gestisce come concessionario dello Stato i giochi numerici a totalizzatore nazionale e partecipa ai bandi di gare per le concessioni nei Paesi esteri. 
Da dicembre 2019 Francesco Durante è l'amministratore delegato di Sisal Group S.p.A.

### Le altre società operative
- Sisal Italia S.p.A., nata il 1 aprile 2023 dopo che Sisal Entertainment S.p.A. ha incorporato Sisal Lottery Italia S.p.A, controlla Sisal Gaming S.r.l. [5][62]
- Sisal Albania SHPK
- Sisal Lotérie Maroc S.a.r.l.
- Sisal Jeux Maroc S.a.s.
- Sisal Technology (Turkey)
- Sisal Sans (Turkey)
- Sisal Technology South Africa (PTY) LTD